# Penninga's Molen
Penninga's Molen is een korenmolen die sinds 1900 in Joure staat.
De molen, destijds De Jonge Dolfijn genaamd, werd oorspronkelijk in 1692 als papiermolen in Westzaan gebouwd voor Jelis Hendricksz. de Vries, die datzelfde jaar overleed. Tot ongeveer 1717 werd de molen ook wel De Gekroonde Handschaaf genoemd, mogelijk vanwege het houtzagersverleden van de toenmalige eigenaar. Na in handen te zijn geweest van verschillende eigenaren werd de molen in 1781 omgebouwd tot een gerstpelmolen. Na plaatsing van een koppel maalstenen in 1869 werd de molen ook gebruikt voor het malen van rijst- en koffiedoppen. Drie jaar later komt de molen wederom in andere handen, waarna het als foeragemolen wordt gebruikt.

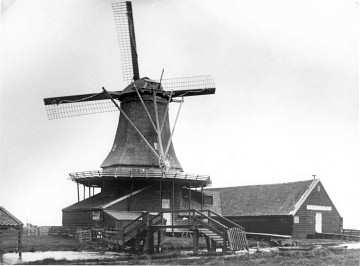
De Jonge Dolfijn

In Westzaan stond hij ten oosten van het dorp. Het pad leidend naar de molen heette Koperenbergsepad, naar de naam die de molen in de volksmond had: De Koperen Berg. Volgens vertellingen zou de opdrachtgever namelijk ruzie hebben gekregen met de bouwer, waarna hij enkel in kleingeld betaalde oftewel een berg koperen munten. Vandaag de dag is de naam van dit pad de Jonge Dolfijnstraat, die zich aan de noordkant van de begraafplaats bevindt.
In de laatste decennia van de 19e eeuw raakte de molen in verval. Zo ontstond er in 1875 een kleine brand en sloeg in 1892 de bliksem in, waarna grote schade ontstond. Hierdoor was het voor molenaar Auke Penninga mogelijk om de molen te kopen en naar Joure te laten verschepen. In juni 1900 werd de molen uit elkaar gehaald en werden de onderdelen per
zeilpraam over de Zuiderzee naar Friesland vervoerd, waar de molen herbouwd werd.
In april 1900 brandde de Westersche Molen of De Westerberg van molenaar A.S.Penninga af. Van het verkregen verzekeringsgeld werd vervolgens De Jonge Dolfijn gekocht die op de plaats van Penninga's oude molen aan de Schipsloot opgebouwd werd. Enkele tijd later kon de tot korenmolen omgebouwde Jonge Dolfijn als De Jonge Wester in bedrijf worden genomen. In de volksmond werd de molen vooral bekend als Penninga's Molen. Tot 1936 bleef de molen gebruikt worden, daarna was er eigenlijk geen behoefte meer aan de molen. In het gebied rond Joure werd de jaren 30 van de 20e eeuw vrijwel geen graan meer verbouwd.
Vanwege slecht onderhoud en onder meer een zware storm in 1953, verwordt de molen geleidelijk tot een bouwval. In de jaren '60 is van de wieken nog maar weinig over en zijn overal grote gaten ontstaan. De molen wordt in 1968 overgenomen door de dan net door particulieren en overheid opgerichte Stichting Penninga's Molen. Een jaar later wordt begonnen met de restauratie, die 250.000 gulden zou gaan kosten. Op 10 mei 1972 draait de molen weer, ditmaal bemand door vrijwilligers.
Vanaf halverwege de jaren '70 is in het omliggende gebied de woonwijk Schepenkwartier aangelegd. Van een stuk land vlak ten noorden van de molen is een parkje gemaakt. Het oude molenaarshuis en de drie aangrenzende oude woningen met vervallen schuren die aan de voet van de molen stonden moesten rond het jaar 2000 plaats maken voor nieuwbouw.
In 2007 is de molen in 2 fasen gerestaureerd. De eerste fase bestond uit het verwijderen van de kap om deze opnieuw te kunnen rietdekken en het vervangen van de stelling, de tweede fase had betrekking tot het binnenwerk van de molen.
Elke zaterdagmorgen (tussen 9 en 12 uur) is deze molen open voor publiek. Dan is de molen in werking door vrijwilligers.

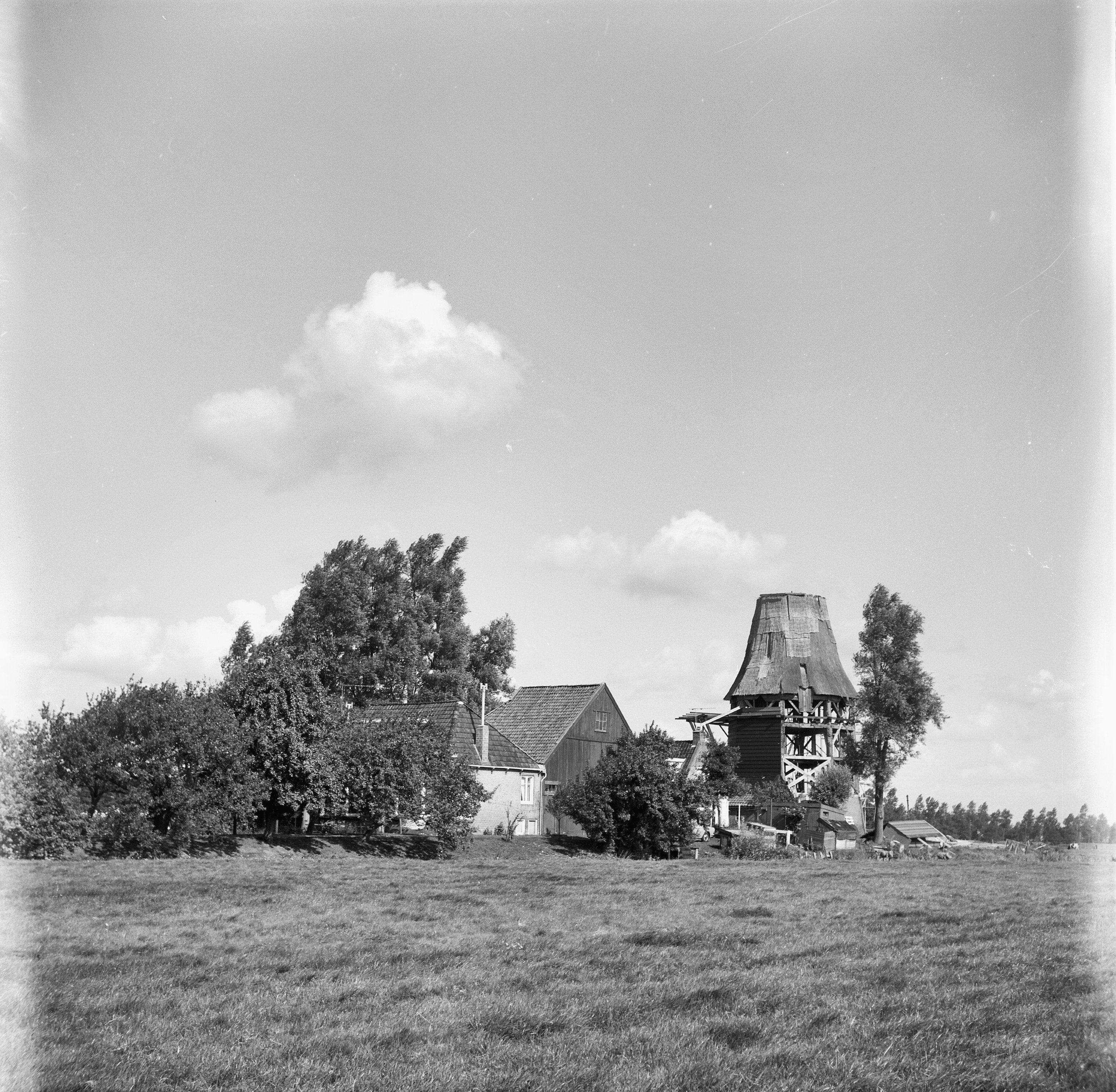
Penninga's Molen in 1970
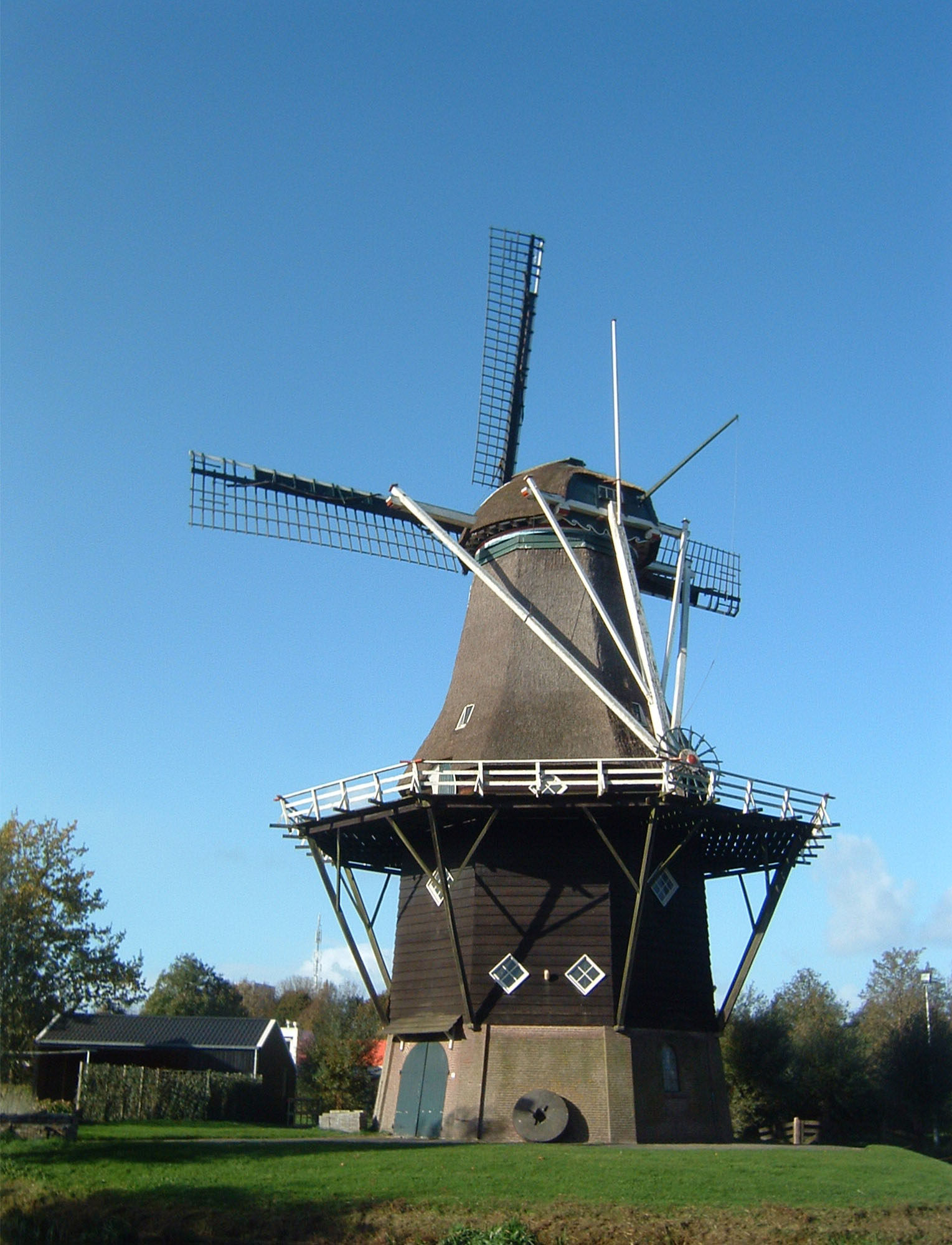
Oostzijde molen